# Siergiej Kotienko
Siergiej Władimirowicz Kotienko, ros. Сергей Владимирович Котенко (ur. 2 grudnia 1956 w Ałma-Acie) – radziecki piłkarz wodny. Dwukrotny medalista olimpijski.
Brał udział w trzech igrzyskach (IO 76, IO 80, IO 88), na obu zdobywał medale. W 1980 reprezentanci ZSRR triumfowali, osiem lat później zajęli trzecie miejsce. Stawał na podium mistrzostw świata, zdobywając złoto w 1982. Był trzykrotnie złotym medalistą mistrzostw Europy (1983, 1985 i 1987). Występował w barwach Dynama Ałma-Ata.